# SV Laubusch
Der Sportverein Laubusch, kurz SV Laubusch, ist ein Sportverein aus dem sächsischen Laubusch mit 155 Mitgliedern in den Abteilungen Fußball, Handball und Volleyball.

## Geschichte
Der Verein wurde 1919 als 1. FC Schwarz-Weiß 1919 Grube Erika gegründet. Namensgebend war die Braunkohlegrube Erika. Nach dem Zweiten Weltkrieg erfolgte die Neugründung als SG Johnny Schehr Grube Erika. Der Verein wurde 1950 zur Betriebssportgemeinschaft Aktivist Laubusch bzw. kurz Aktivist Laubusch umgewandelt. Die Fußballherren spielten ab 1958 in der drittklassigen II. DDR-Liga, in die sie nach dem Gewinn der Cottbuser Bezirksmeisterschaft aufstiegen. Nach einem zehnten Platz im ersten Jahr in der Staffel 4 landeten die Laubuscher stets im vorderen Mittelfeld: 1959 wurden sie in der Staffel 4 Sechster, ab 1960 zur Staffel 2 gehörig zunächst Vierter, dann 1961/62 wieder Sechster. Der fünfte Platz 1962/63 genügte für Laubusch nicht, um im überregionalen Fußball zu verbleiben, da der Fußballverband der DDR die fünfgleisige 2. DDR-Liga auflöste. Ab 1963 bildeten die sechzehn Bezirksligen die dritte Spielklasse der DDR.
Lediglich der FDGB-Pokal bot Aktivist Laubusch noch einmal die Möglichkeit, ins überregionale Rampenlicht zurückzukehren. 1975 qualifizierte sich Aktivist für die 1. Hauptrunde, schied jedoch nach Verlängerung gegen Motor Bautzen mit 1:2 aus. 13 Jahre zuvor standen die Aktivist-Kicker letztmals in der 1. Hauptrunde, als sie bei der BSG Stahl Riesa ebenfalls mit 1:2 unterlagen. 1962 war das erfolgreichste Jahr für Laubusch im Pokal. Nach Siegen über Empor Wurzen und Stahl Helbra empfing Laubusch in der 3. Hauptrunde den SC Dynamo Berlin, der Aktivist beim 2:6 keine Chance ließ. Die 2. Hauptrunde des FDGB-Pokals hatte Laubusch zudem 1954 und 1957 erreicht, 1959 war bereits in der 1. Hauptrunde Endstation.
Nach 14 weiteren Jahren in der Drittklassigkeit der Bezirksliga Cottbus stieg Aktivist Laubusch 1977 in die Bezirksklasse Cottbus, Staffel Mitte, ab. Drei Jahre später gelang der Wiederaufstieg. Mit dem Ende der DDR benannte sich die Betriebsgemeinschaft 1990 zunächst in SV Aktivist Laubusch um, 1992 strich der Verein dann das Aktivist aus dem Namen. Seit 1991 gehörte Laubusch zum Dresdner Fußball und spielte in der dortigen Bezirksklasse, Staffel 5. Nach dem Abstieg 1996 ging es sogar für ein Jahr in die Stadtliga Hoyerswerda, die Laubusch als Meister jedoch sofort wieder verließ. Von 2001 bis 2003 musste der SV Laubusch noch einmal hinab in die Stadtliga, seit 2003 spielt der SV jedoch wieder in der Dresdner Bezirksklasse.